# Кристиян Янкулов
Кристиян Янкулов е български поп певец. Той е известен с участието си в музикалния формат „X-Factor България“, както и в редица фестивали, концерти и мюзикъли.

## Биография
Роден е на 28 август 1993 г. в Кюстендил. Завършва средното си образование в Националното училище за фолклорни изкуства „Широка лъка“, където се научава да свири на пиано, китара и тамбура. По-късно се премества в София, за да продължи музикалното си образование в Националната музикална академия „Проф. Панчо Владигеров“.

## Начало на кариерата
През месец юни 2016 г. придобива бакалавърска степен по „Поп и джаз пеене“ от Националната музикална академия „Проф. Панчо Владигеров“. Непосредствено след това започва обучение в магистърска програма по същата специалност. През 2015 г. участва в музикалното шоу „X-Factor“, където се нарежда сред 12-те финалисти. След отпадането си от формата започва да създава авторска музика.

## Дискография
На 8 октомври 2016 г. Кристиян Янкулов публикува дебютния си сингъл „Само теб“ с видеоклип към него. На 18.06.2017 излезе втората му песен, която е заедно с DJ MvM. Този път песента е на английски и носи заглавието „I see you“. Клипът, който е сниман на язовир Искър, е дело на Bore Studios.